# سكوتون (هاروغيت)
سكوتون (بالإنجليزية: Scotton)‏ هي قريةٌ صغيرة وأبرشية مدنية في منطقة هاروغيت شمال يوركشاير، ويبلغ عدد سكانها 524 نسمة حسب إحصاء 2001، وزاد إلى 624 نسمة حسب إحصاء 2011.